# Fu (taoïsme)
Pour les articles homonymes, voir FU.
 (juin 2016).
Si vous êtes l’auteur de ce texte, vous êtes invité à donner votre avis ici. À moins qu’il soit démontré que l’auteur de la page autorise la reproduction et que ce contenu soit compatible avec les principes fondateurs de Wikipédia, cette page sera supprimée ou purgée au bout d’une semaine maximum. En attendant le retrait de cet avertissement, veuillez ne pas réutiliser ce texte.
Fu, ou, fan en chinois, est dans le taoïsme le concept du retour à son origine. Tout objet toute vie, dans le tao, nait, évolue, puis retourne à sa provenance. Il s'agit du mouvement perpétuel qui est la base du taoïsme, et, un de ses principes majeurs. Ce concept de création et de destruction permet, une fois bien compris, d'atteindre l'éveil: le ming.